# شیرآباد (رامیان)
شیرآباد، روستایی از توابع بخش فندرسک شهرستان رامیان در استان گلستان ایران است.

## جمعیت
این روستا در دهستان فندرسک جنوبی قرار دارد و براساس سرشماری مرکز آمار ایران در سال ۱۳۸۵، جمعیت آن ۸۹۳ نفر (۲۳۰خانوار) بوده‌است.